# Pyrianoreina hovorei
Pyrianoreina hovorei är en skalbaggsart som beskrevs av Martins och Maria Helena M. Galileo 2008. Pyrianoreina hovorei ingår i släktet Pyrianoreina och familjen långhorningar. Inga underarter finns listade i Catalogue of Life.